# Ablaberoides namaquanus
Ablaberoides namaquanus är en skalbaggsart som beskrevs av Louis Albert Péringuey 1904. Ablaberoides namaquanus ingår i släktet Ablaberoides och familjen Melolonthidae. Inga underarter finns listade i Catalogue of Life.